# Pyrrhospora aurantiaca
Pyrrhospora aurantiaca är en lavart som beskrevs av Aptroot & Diederich. Pyrrhospora aurantiaca ingår i släktet Pyrrhospora och familjen Lecanoraceae.   Inga underarter finns listade i Catalogue of Life.